# Kebnekaise
A Kebnekaise, régebbi írásmód szerint Kebnekajse, északi számi nyelven Giebmegáisi, modernebb, svéd hatást tükröző formában: Giebnegáisi; Svédország legmagasabb hegye a Skandináv-hegységben, Kiruna község területén, a Lappföldön. Tipikus fjell-csúcs. A név kiterjed az egész hegycsoportra, masszívumra is. Magának a fő hegynek két csúcsa van, a délebbi volt a magasabb, 2102 méterrel, ám a jégolvadás miatt az északi csúcs vált a magasabbá. Környékét régen lakják a nomád számik. 1989 óta nemzeti park, Népszerű túra-célpont, magassága és a róla nyíló szép kilátás miatt.

## Etimológia

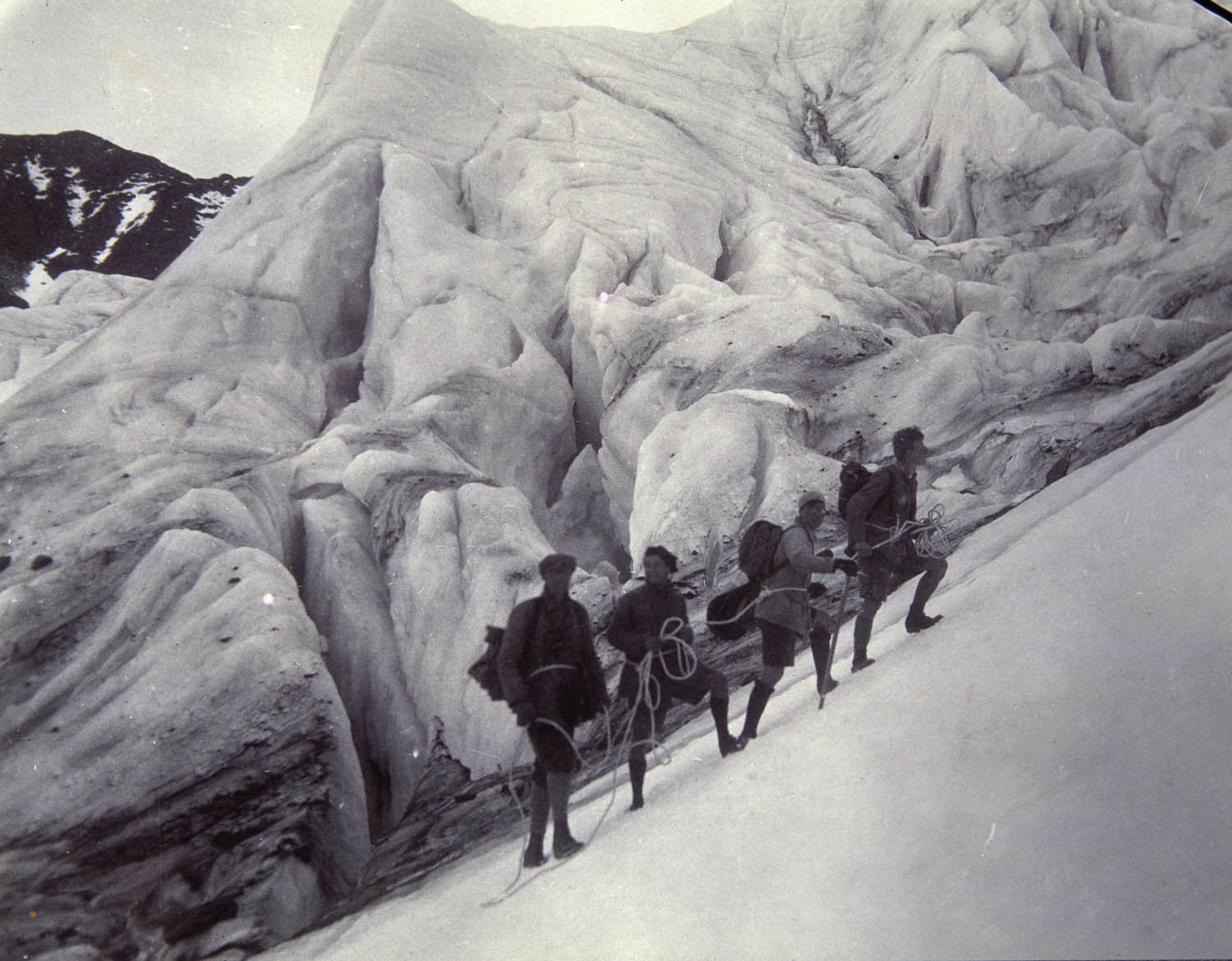
A Kebnekaise egyik megmászása az 1900-as évek első felében

A Kebnekaise név a lulei számi nyelvből ered, amelyben a giebnne (üst) och gájsse (magas hegycsúcs) szavakból tevődött össze. Eredetileg azonban ez a név a most Tolpagorninak nevezett egyik szomszédos csúcsra utalt, mivel annak van felfordított üstre emlékeztető formája. A korai földmérők és a számik közötti félreértés eredménye lehet ennek a névnek a rögzítése a legmagasabb hegyre.

## Földrajzi leírása

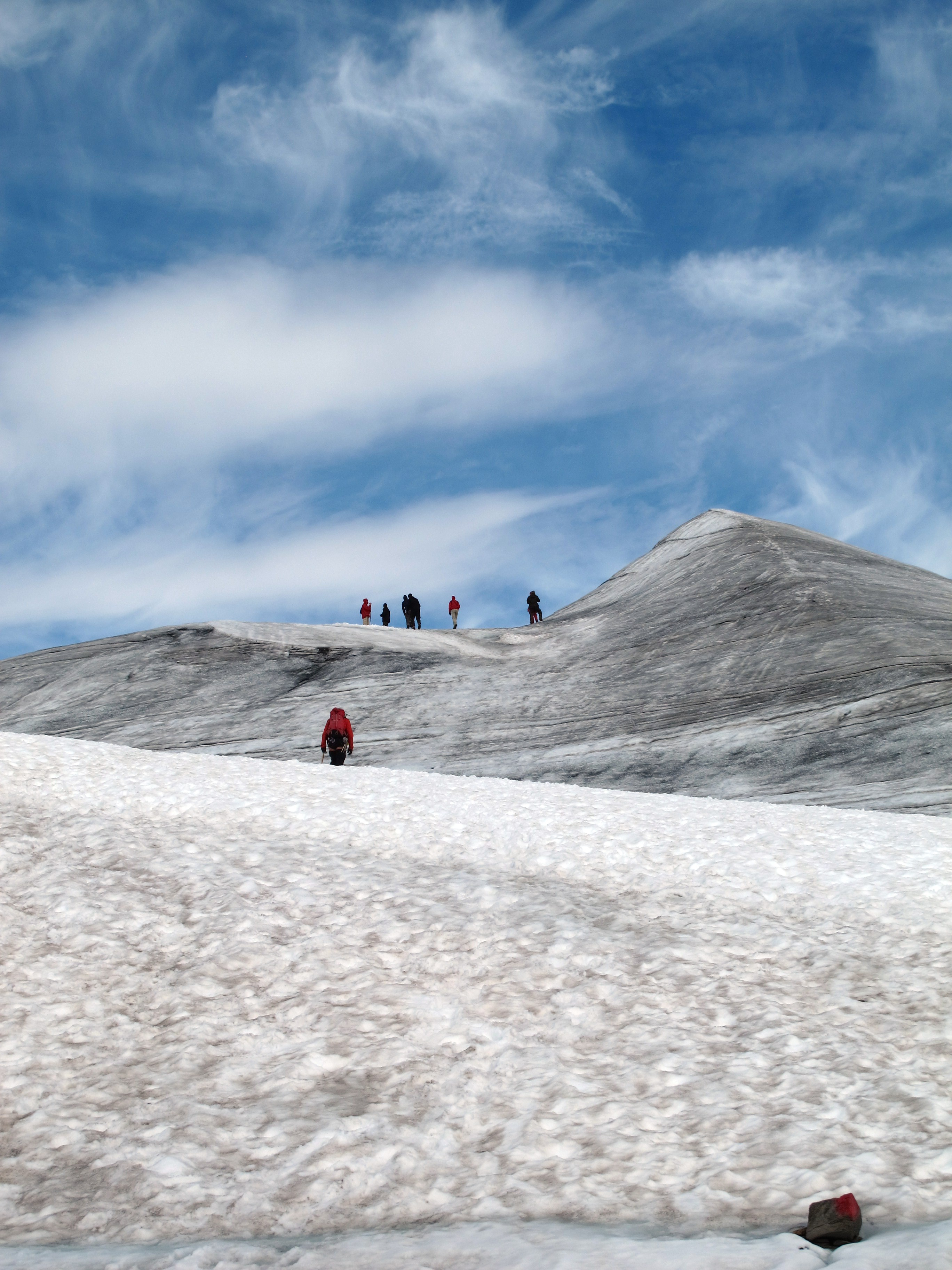
A déli csúcs

A Kebnekaise-fjellmasszívum háromszögletű területét három nagy völgy határolja el környezetétől: a Ladtjovagge, Tjäktjavagge és a Vistasvagge.
A magasabb, déli csúcsot egy gleccser borítja, aminek a magassága évszakonként változik a jégréteg vastagságának növekedése illetve csökkenése nyomán. A változás általános trendje az utóbbi évtizedekben csökkenő: 2007 nyarán 2103 méteres magasságot mértek, míg 2010-ben 2102 métert. A 2000-2009 közötti tíz évben az augusztusi értékek átlaga 2106 méter volt. Svédország legmagasabb pontja szilárd talajon, jégréteg nélkül a „kopasz” északi csúcson található, 2097 méteres tengerszint feletti magassággal. A déli csúcs jégréteg nélkül csak 2060 méter magas lenne.
Régebben az északi csúcsot is jég borította, ezzel együtt magasságát 1922-ben 2135 méternek mérték. Akkor a déli csúcs 2123 méter magas volt.
2018 augusztusára a déli csúcs magassága az olvadás miatt 2096,8 méterre csökkent. Az északi csúcs ezáltal átvette az ország legmagasabb pontjának helyét.
A hegynek van egy harmadik csúcsa is, a Kebnepakte (Giebmebákti).A Kebnepakte és az északi csúcs között húzódik egy Halspasset („Nyakhágó”) nevű gerinc. A déli csúcstól keletre egy további hosszabb gerinc húzódik Kebnetjåkka (Giebmečohkka) névvel. A déli csúcstól délre van még két kisebb csúcs, a Vierramvare (Vierranvárri) és a Tolpagorni (Duolbagorni). A Tuolpagorni és a Kebnetjåkka között folyik a Kittelbäcken (Giebmejohka) patak.
A hegy közvetlen környezetében négy nagyobb gleccser található: északnyugaton a Rabots-gleccser, keleten az Isfalls-gleccser és a Nagy-gleccser, valamint délen a Björlings-gleccser. A Kebnekaise-masszívumban található a legtöbb gleccser a legkisebb területen Svédországban: több mint negyven kisebb jégár ezen a viszonylag szűk területen. A legtöbb a völgyi gleccserek típusába tartozik. A déli csúcson található Svédország egyetlen tetőgleccsere.

## Elérhetősége
A déli csúcsról megfelelő időjárási körülmények között körülbelül Svédország területének 1/11 része belátható. A hegy aljában turistaház található, ahonnan a csúcstúrák indulnak. A déli csúcs a hegyi túrákhoz szokott emberek számára a kissé hosszabb nyugati úton különleges felszerelés nélkül is elérhető. A keleti úton vezető segítségével lehet feljutni, itt kisebb gleccsermászásra is szükség van. Az északi csúcs eléréséhez speciális ismeretekre és felszerelésre is szükség van.
2013. június 13-án a déli csúcson egy göteborgi együttes teljes felszereléssel koncertet adott jótékony céllal.

## Fordítás
- Ez a szócikk részben vagy egészben a Kebnekaise  című svéd Wikipédia-szócikk ezen változatának fordításán alapul.  Az eredeti cikk szerkesztőit annak laptörténete sorolja fel. Ez a jelzés csupán a megfogalmazás eredetét és a szerzői jogokat jelzi, nem szolgál a cikkben szereplő információk forrásmegjelöléseként.